# Emilio Aladrén
Emilio Aladrén Perojo, né à Madrid en 1906 et mort en 1944 dans cette même ville, est un sculpteur espagnol.

## Carrière
Il naît en 1906 à Madrid, fils d'un militaire de Saragosse et d'une immigrante autrichienne d'origine russe. En 1922, il intègre l'Académie royale des beaux-arts Saint-Ferdinand de Madrid, où il se forme à la sculpture.
Diplômé, il participe à plusieurs expositions et concours, obtenant la troisième place dans le concours national de Beaux-Arts de 1934. Il crée déjà des bustes à cette époque.
C'est néanmoins après la guerre d'Espagne, sous la dictature franquiste, qu'il connaît le succès en réalisant plusieurs bustes en bronze des dignitaires du régime, dont le  général Franco lui-même. Il meurt en 1944 dans la province de Madrid.

## Vie privée
Emilio Aladrén a été le compagnon de la peintre Maruja Mallo, figure du mouvement artistique féministe de Las Sinsombrero. Il la quitte en 1927 pour le poète Federico García Lorca.
Celui-ci lui dédie le poème Romance del Emplazado du Romancero Gitano : para Emilio Aladrén.
Mais Aladrén quitte ensuite Lorca pour la britannique Eleanor Dove et l'épouse.
En 1928, la rupture d'Aladrén et de Lorca est l'une des causes de la dépression de ce dernier, l'amenant à partir pour New York en ayant l'occasion d'y accompagner un ami de la famille García Lorca, l'homme politique républicain Fernando de los Ríos. De ce voyage provient le chef d’œuvre de Lorca Poeta en Nueva York, dans lequel un des vers de Tu infancia en Menton est dédié à Emilio Aladrén qui a vécu à Menton.